# Zespół szybu Elżbieta w Chorzowie
Zespół szybu Elżbieta w Chorzowie – murowane zabudowania zlikwidowanego szybu Elżbieta Kopalni Węgla Kamiennego Król z początku XX wieku w Chorzowie, wpisane do rejestru zabytków nieruchomych województwa śląskiego.

## Historia

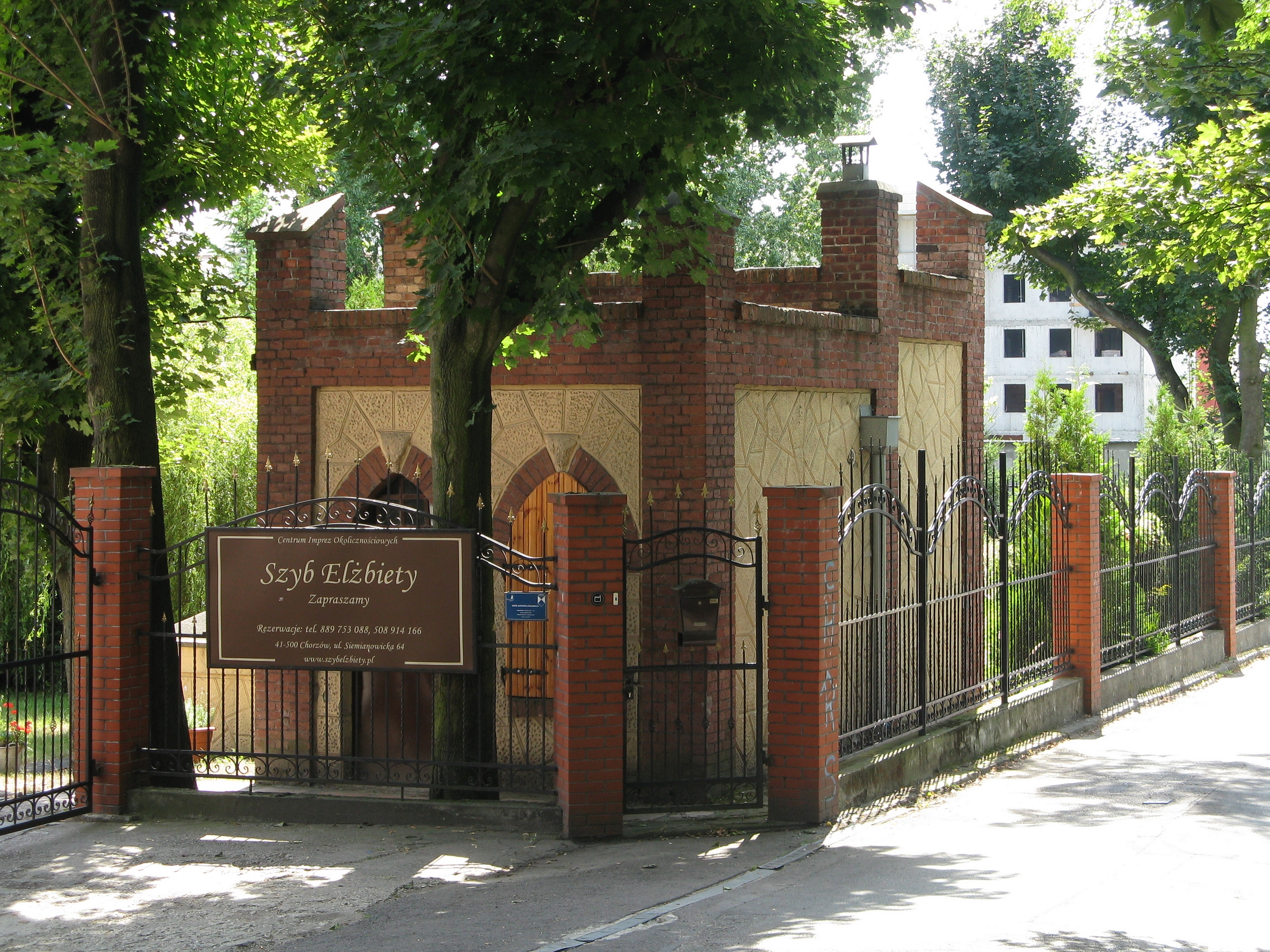
Budynek portierni (2018)

Pierwotna nazwa szybu to Heinrich, Thomas lub Meitzen  (od nazwiska dawnego dyrektora kopalni Król, Volkmara Meitzena ). Szyb Elisabeth (wariant nazwy: szyb Elżbiety ) był szybem wentylacyjnym  i materiałowym (drzewnym) . Miał on głębokość 189 metrów i średnicę 3,5 metra. Był w użytku do 1982 lub 1984 roku . Został zlikwidowany przez zasypanie . 
Zespół budynków powstał na początku XX wieku na potrzeby kopalni węgla kamiennego König, zależnie od źródeł - w 1908 roku , w latach 1911–1912 , bądź w latach 1913-1914 . Został zaprojektowany przez mistrza budowlanego Hermanna Tschentschera  . Wchodził w skład Pola Wschodniego (Ostfeld) Kopalni Węgla Kamiennego Król  . 
Pomiędzy szybem Prezydent kopalni Prezydent a szybem Elisabeth/Elżbieta jeździła kolejka wąskotorowa, zlikwidowana w latach 80. XX wieku . W 1994 roku wieża szybowa przeszła w ręce prywatne. Została ona zrewitalizowana i spełnia obecnie funkcje restauracyjne  jako Centrum Imprez Okolicznościowych „Szyb Elżbiety”.

## Architektura

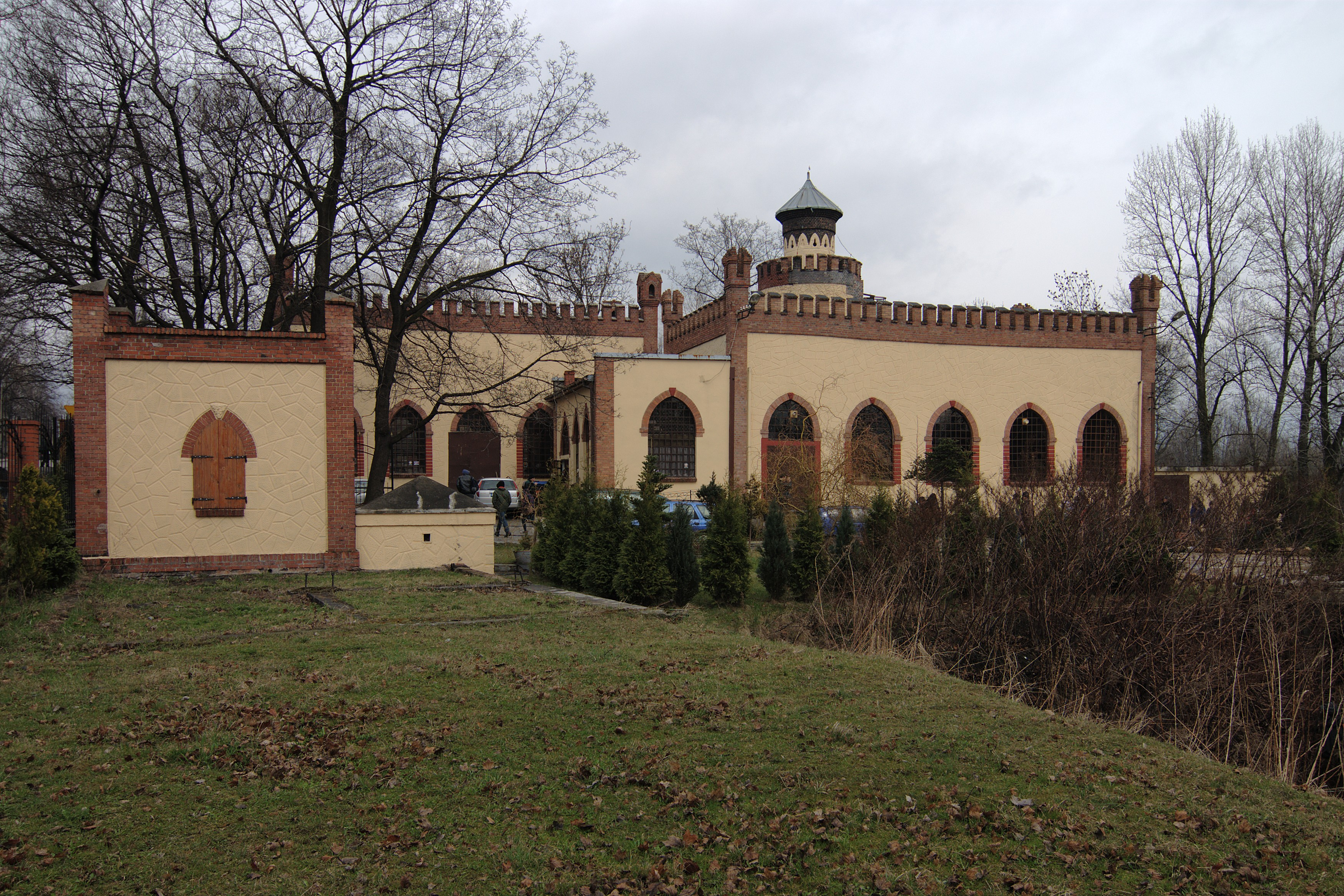
Zabudowania zespołu szybu (2012)

Budynki przypominające zameczek  powstały w stylu neogotyku epoki romantyzmu , zostały wykonane z cegły i potynkowane (imitacja rustykalnego kamienia ), mury wieńczą attyki krenelażowe  . W skład zabytkowego zespołu wchodzą: wieża z budynkiem nadszybia, budynek sprężarek i maszyny wyciągowej, rozdzielnia, szatnia i portiernia. 
Bardzo zbliżonymi stylistycznie zabudowaniami było nadszybie szybu Wandy z 1911 roku, przy ulicy Katowickiej w Chorzowie, rozebrane z powodu szkód górniczych .